# Absurd (album)
Absurd – wspomnieniowy album zespołu Absurd zawierający jego koncertowe nagrania z lat 80. Wydany w 1996 za zgodą Darka Duszy przez wytwórnię Zima Zine.

## Lista utworów
1. "Małe doły, duże doły" – 4:12
2. "Anomalia" – 2:30
3. "Wierszyk" – 2:34
4. "C-dur" – 3:25
5. "Kankan" – 1:45
6. "Kara" – 2:42
7. "Dżuma" – 4:43
8. "Pojebany" – 4:10
9. "Nowa dyskoteka" – 2:52

## Skład
- "Lumpaj" – wokal
- Dariusz Dusza – gitara
- Adam – gitara basowa
- "Marlena" – perkusja